# Olga Kardopoltseva
Olga Kardopoltseva (ryska: Вольга Кардалопъџава), född den 11 september 1966 i Almaty, Kazakiska SSR, Sovjetunionen är en tidigare friidrottare som tävlade i gång och som först representerade Sovjetunionen, därefter Vitryssland.
Kardopoltsevas främsta merit är att hon blev silvermedaljör på 10 kilometer gång vid världsmästerskapen 1997 i Aten. Hon blev även silvermedaljör sju år tidigare vid Europamästerskapen 1990 i Split.

## Personliga rekord
- 10 km gång - 42.29
- 20 km gång - 1:28.51